# بوگیوسلو
بودیوسلو (به مجاری:  Bogyoszló) یک شهرداری در مجارستان است که در ناحیه چورنا واقع شده‌است. بوگیوسلو ۲۶٫۲۱ کیلومتر مربع مساحت و ۶۲۸ نفر جمعیت دارد.